# Долгополовы
Долгополовы — дворянский род.
Потомство Фёдора Долгополова, вступившего в службу в 1812 году в Измайловский полк, в том же году 18 декабря произведён в прапорщики и находился в разных походах и сражениях. 26 июля 1840 года, состоя в чине действительного статского советника, получил диплом на потомственное дворянское достоинство.

## Описание герба
Щит четверочастный. В первой, золотой части, чёрное орлиное крыло, влево. Во второй, лазоревой части, три серебряные лилии, 1, 2. В третьей, червлёной части, золотые весы. В четвёртой, серебряной части, выходящая с правой стороны из лазореваго облака, в чёрных латах рука, держащая выгнутый, с золотою рукоятью, меч.
Щит увенчан дворянскими шлемом и короной. Нашлемник: три серебряных страусовых пера. Намёт: справа — чёрный, с золотом, слева лазоревый с серебром. Герб Долгополова внесён в Часть 11 Общего гербовника дворянских родов Всероссийской империи, стр. 140.